# Maxime Talbot
Pour les articles homonymes, voir Talbot (homonymie).
Maxime Talbot (né le 11 février 1984 à LeMoyne, dans la province de Québec au Canada) est un joueur professionnel canadien de hockey sur glace. Entre 2004 et 2011, il évolue au poste de centre pour les Penguins de Pittsburgh dans la Ligue nationale de hockey avec lesquels il remporte la Coupe Stanley en 2008-2009 puis rejoint les Flyers de Philadelphie en 2011. Le 10 septembre 2019, il devient analyste et commentateur pour le réseau des sports.

## Carrière

### Ses débuts en junior

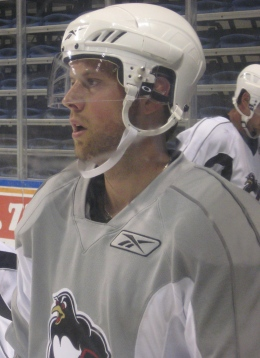
Jean-Michel Daoust (ici en photographie) joue pendant trois ans avec Talbot.

Il fait ses débuts au hockey à Saint-Bruno-de-Montarville, sur la rive-sud de Montréal. Après un passage remarqué dans l'uniforme des Gaulois du Collège Antoine-Girouard de la Ligue Midget AAA, il commence sa carrière junior en 2000-2001 en jouant dans la Ligue de hockey junior majeur du Québec (également désignée par le sigle LHJMQ) pour les Huskies de Rouyn-Noranda. En cours d'année, il rejoint les Olympiques de Hull en retour de Alexandre Giroux. Il joue pendant deux saisons, entre Dominic D'Amour, arrivé en même temps que Talbot avec les Huskies, et Jean-Michel Daoust qui formeront le trio clé des Olympiques pendant leurs années juniors.
Il rejoint alors l'équipe menée en attaque par Aleš Hemský, meilleur pointeur de l'équipe pour la saison 2000-2001. Ils participent tous les deux au Match des étoiles lors de la saison 2001-2002 et Talbot finit troisième meilleur pointeur de l'équipe derrière Philippe Lacasse et Hemský. Au cours de l'été 2002, il est choisi lors du repêchage d'entrée dans la Ligue nationale de hockey par les Penguins de Pittsburgh en huitième ronde (234e choix). Il participe à certains entraînement du camp de préparation des Penguins mais retourne tout de même dans son équipe junior.
Avant le début de la saison 2002-2003, il est nommé capitaine de l'équipe et finit meilleur pointeur de l'équipe, dépassant pour la première fois de sa carrière junior la barre symbolique des 100 points. Il connaît au cours de la saison un match avec 5 buts et également un autre match avec un total de 7 points. Il est alors le cinquième pointeur de la saison régulière avec 104 points derrière Joël Perrault, joueur des Drakkar de Baie-Comeau et ses 116 réalisations.
Lors des séries éliminatoires, les Olympiques vont passer tous les tours les uns après les autres pour remporter le titre de champion de la LHJMQ, la Coupe du président. Maxime Talbot est consacré par la LHJMQ recevant le trophée Guy-Lafleur du meilleur joueur des séries. Il est également sélectionné dans la seconde équipe type de la saison de la LHJMQ aux côtés de Marc-André Fleury, futur premier choix des Penguins au cours du repêchage d'entrée de 2003. L'équipe échoue en finale de la Coupe Memorial perdant 6 buts à 3 contre les Rangers de Kitchener de la Ligue de hockey de l'Ontario.
Au cours de l'intersaison, l'équipe change de nom et d'identité visuelle en prenant le nom des Olympiques de Gatineau. Talbot commence une nouvelle fois la saison comme capitaine de l'équipe et même s'il finit la saison avec moins de 100 points, ses 98 points inscrits le placent à la troisième place des meilleurs pointeurs de la saison derrière deux joueurs de l'Océanic de Rimouski : Sidney Crosby avec un total de 135 et Dany Roussin avec 117. Les Olympiques terminent en tête de leur division mais également à la première place de toute la ligue. Qualifiés d'office pour les huitièmes de finale des séries, les Olympiques et Talbot vont remporter une deuxième Coupe du Président pour leur vingtième participation aux séries de leur histoire. Avec 27 points au cours des séries, le meilleur total, Talbot est une nouvelle fois honoré à la fois par la remise du trophée Lafleur et pour une place dans la seconde équipe d'étoiles de la LHJMQ. Les Olympiques accèdent donc une nouvelle fois à la Coupe Memorial puis à la finale de la Coupe mais ils échouent une seconde année consécutive en perdant 2 buts à 1 contre les Rockets de Kelowna, équipe de la Ligue de hockey de l'Ouest, hôtes du tournoi final.
Au cours de la saison, il est choisi pour jouer dans l'équipe du Canada junior lors du championnat du monde junior 2004 se jouant à Helsinki et à Hämeenlinna en Finlande entre fin décembre et début janvier. Le 19 décembre 2003, il est nommé assistant capitaine de l'équipe, l'entraîneur national mettant en avant ses caractéristiques de meneur d'homme. Il va remporter pour cette première participation à un tournoi international une médaille d'argent aux côtés de Fleury et de Crosby après une défaite en finale contre l'équipe américaine. Talbot inscrit lors de ce tournoi 3 passes décisives en 6 matchs joués.

### Ses débuts professionnels

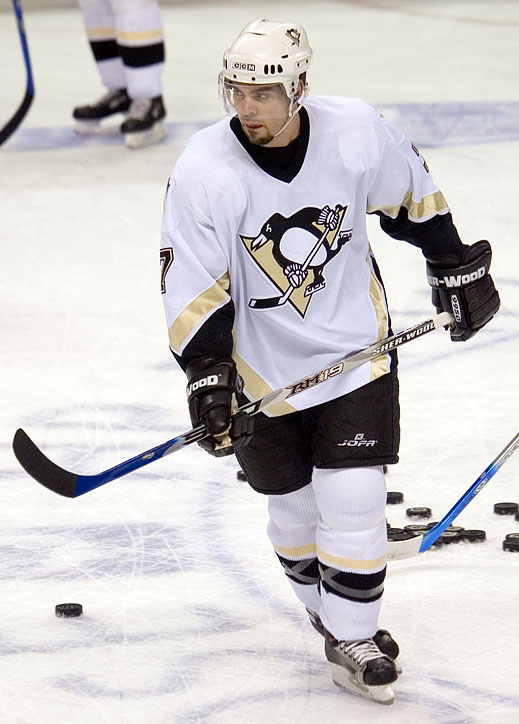
Michel Ouellet, meilleur pointeur de l'équipe des Penguins de Wilkes-Barre/Scranton en 2004-2005.

En 2004-2005, Maxime Talbot quitte le circuit junior et signe son premier contrat professionnel avec les Penguins de Pittsburgh. Il ne rejoint pas pour autant la franchise de la LNH, la 2004-2005 de la ligue majeur étant annulée en raison d'un lock-out.
Talbot rejoint alors l'équipe associée aux Penguins de Pittsburgh : les Penguins de Wilkes-Barre/Scranton de la Ligue américaine de hockey. Il abandonne pour la première fois de sa carrière son numéro traditionnel : Tomáš Surový porte alors le #25 habituel de Talbot. Parallèlement, il connaît une baisse de régime par rapport à sa carrière junior : il ne parvient que difficilement à inscrire 19 points loin derrière Michel Ouellet meilleur pointeur de l'équipe avec un total de 63 et encore plus loin de Jason Spezza joueur des Senators de Binghamton meneur de la LAH avec 117 points. L'équipe va passer le premier tour des séries avant de perdre au second tour, Talbot ne marquant qu'un seul point, une passe décisive, lors ces séries.
Pour la saison suivante, Talbot participe au camp d'entraînement de l'équipe de la LNH et il se fait une place au sein de l'effectif, à la faveur des matchs de présaison. Il est alors un des centres utilisés par l'équipe cette saison avec Mario Lemieux, Sidney Crosby, Erik Christensen, Shane Endicott ou encore Matt Hussey et fait officiellement ses débuts dans la LNH le 5 octobre 2005 contre les Devils du New Jersey. Alors qu'il a porté le #26 pendant toute la présaison, il porte pour ce premier match son numéro junior, le #25. Les Penguins perdent tout de même ce premier match contre les Devils de Martin Brodeur sur la marque de 5 buts à 1. Talbot inscrit son premier but dans la LNH d'une manière assez peu courante. Alors que l'équipe joue son cinquième match de la saison et qu'elle n'a toujours pas remporté le moindre match, les adversaires du soir sont les Flyers de Philadelphie. Il ne reste que 8 minutes dans la dernière période et les Flyers sont devant d'un but. Talbot récupère alors le palet au centre de la glace et va tenter un tir depuis là. Antero Niittymäki, gardien des Flyers ne fait alors pas attention au palet, tout occupé à nettoyer l'enclave de son but et Talbot inscrit le but égalisateur pour son équipe, forçant le match à une prolongation, prolongation finalement remportée par les Flyers.
Le 3 janvier 2005, il inscrit un but pour la victoire 6-4 de son équipe contre les Canadiens de Montréal. Ce soir là, les buteurs de l'équipe sont tous des joueurs dans leur première saison, des recrues.
Après une trentaine de matchs, Talbot est renvoyé pour jouer dans la LAH avec les Penguins de WBS et Ouellet prend alors sa place. Au cours des mois suivants, il va revenir jouer de temps en temps dans la LNH mais il passe le plus clair de son temps dans la LAH, finissant sixième meilleur pointeur de l'équipe de la LAH lors de la saison régulière. L'équipe échoue une nouvelle fois au second tour des séries, Talbot inscrivant 9 points en 11 matchs.
Il commence la saison suivante avec l'équipe de la LAH avant que les Penguins de la LNH ne l'intègrent à leur effectif pour la saison LNH après 4 buts en 5 matchs. Il joue son premier match une nouvelle fois contre les Flyers et inscrit son premier but en profitant d'une collision entre deux Flyers pour filer au but et tromper Niittymäki. Ce soir là, les Penguins gagnent 8 à 2, Talbot marque deux buts et Crosby réalise son premier coup du chapeau de sa carrière. Les Penguin parviennent pour la première fois aux séries éliminatoires depuis 2002 mais perdent au premier tour contre les Sénateurs d'Ottawa. En juillet 2007 Talbot signe une prolongation de contrat de deux ans avec les Penguins.

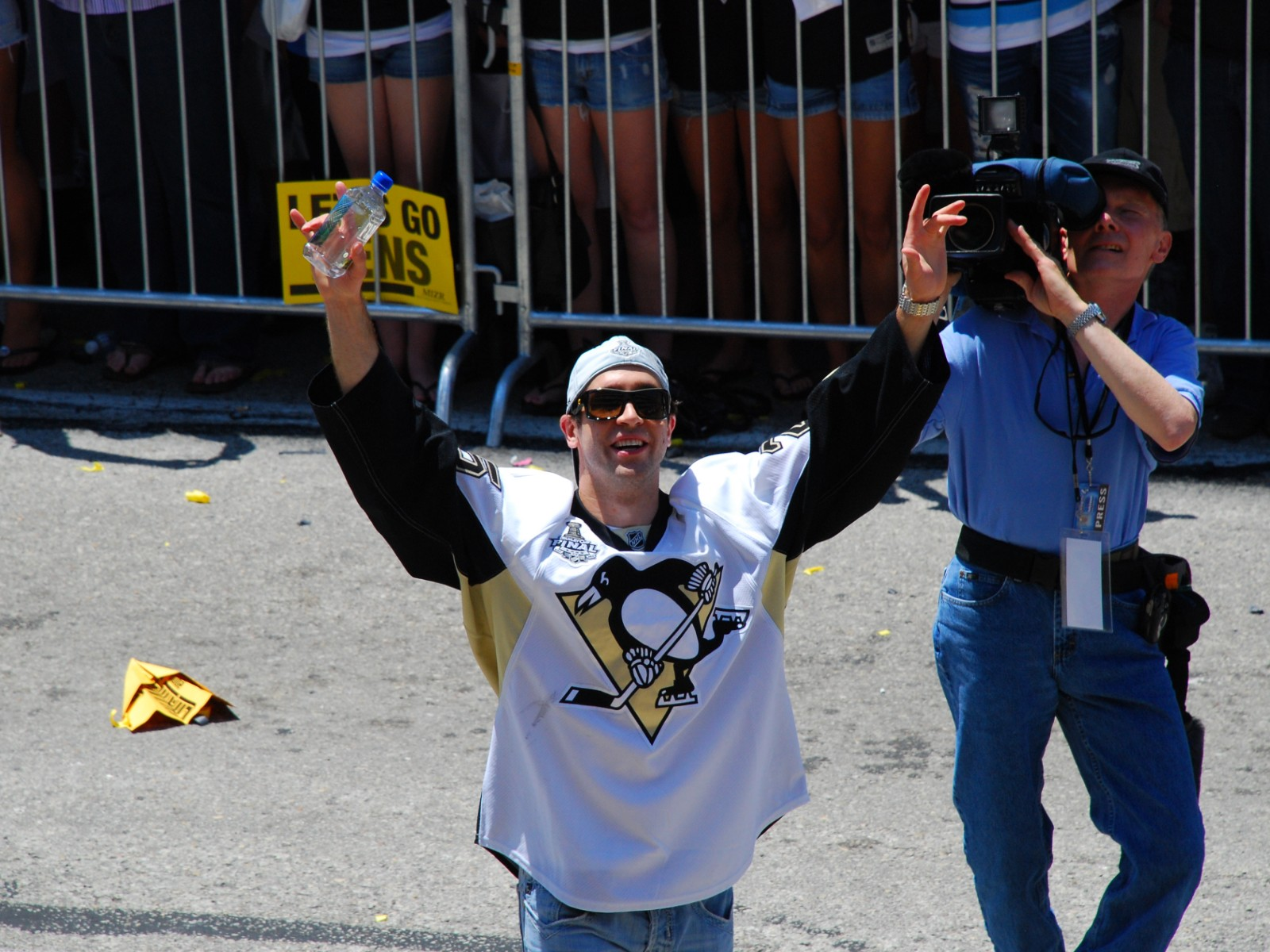
Talbot lors du défilé de la victoire en finale de la Coupe Stanley avec les Penguins de Pittsburgh en 2009.

Avec l'équipe 2007-2008, Talbot parvient à la finale de la Coupe Stanley mais finalement l'équipe perd au sixième 4 matchs à 2 après avoir remporté le cinquième match de la finale sur la glace des Red Wings de Détroit au bout de trois prolongations. Au cours de cinquième match, les Red Wings sont prêts à célébrer la victoire alors qu'ils mènent 3 buts à 2 mais avec 35 secondes restant dans le temps de jeu, Talbot va provoquer les prolongations aux cours de laquelle Petr Sýkora inscrit le but de la victoire pour provoquer un sixième match, sixième match finalement remporté par les Red Wings.
Le 19 décembre 2008, il signe un nouveau contrat avec les Penguins de Pittsburgh, contrat qui lui rapportera 1,05 million par année pendant deux ans. Il aide l'équipe 2008-2009 des Penguins a accéder aux séries éliminatoires de la Coupe Stanley pour la troisième saison consécutive. Les Penguins rencontrent au premier tour des séries les Flyers de Philadelphie. Les Penguins sortent victorieux des deux premiers matchs, perdent le troisième puis remportent le quatrième. Ils subissent un lourd revers lors du cinquième match : alors qu'ils ont toutes les cartes en main pour se qualifier, ils sont battus 3 buts à 0 sur leur glace. Lors du sixième match joué à Philadelphie, le match débute mal pour les Penguins puisqu'ils sont encore une fois menés 3-0 avant que Talbot ne réveille les siens en se battant contre Dan Carcillo. Les Penguins inscrivent alors cinq buts consécutifs pour décrocher la qualification.
En finale de la Coupe, ils retrouvent pour une deuxième fois en deux ans les Red Wings de Détroit. Ils perdent les deux premiers matchs sur la glace des Red Wings avant de remporter le troisième match sur leur glace grâce à notamment un doublé de Talbot. Finalement, les deux équipes vont se neutraliser 3 matchs chacune et un septième nécessaire pour déterminer le vainqueur 2009 de la Coupe Stanley. Le 12 juin 2009, il inscrit les deux buts de son équipe lors de ce septième match pour la victoire de 2-1 des siens et leur troisième Coupe Stanley.
Le 1er juillet 2011, il rejoint les Flyers de Philadelphie, signant un contrat avec ceux-ci pour cinq saisons.Le 31 octobre 2013, il est échangé à l'Avalanche du Colorado en retour de Steve Downie.

## Statistiques

### Statistiques en club
| Saison     | Équipe                              | Ligue      |     | Saison régulière | Saison régulière | Saison régulière | Saison régulière | Saison régulière |    | Séries éliminatoires | Séries éliminatoires | Séries éliminatoires | Séries éliminatoires | Séries éliminatoires |
| Saison     | Équipe                              | Ligue      | PJ  | B                | A                | Pts              | Pun              | PJ               | B  | A                    | Pts                  | Pun                  |                      |                      |
| 1999-2000  | Gaulois du Collège Antoine Girouard | Midget AAA | 42  | 19               | 21               | 40               | 32               | 7                | 3  | 6                    | 9                    | 0                    |                      |                      |
| 2000-2001  | Huskies de Rouyn-Noranda            | LHJMQ      | 40  | 9                | 15               | 24               | 78               | -                | -  | -                    | -                    | -                    |                      |                      |
| 2000-2001  | Olympiques de Hull                  | LHJMQ      | 24  | 6                | 7                | 13               | 60               | 5                | 1  | 0                    | 1                    | 2                    |                      |                      |
| 2001-2002  | Olympiques de Hull                  | LHJMQ      | 65  | 24               | 36               | 60               | 174              | 12               | 4  | 6                    | 10                   | 51                   |                      |                      |
| 2002-2003  | Olympiques de Hull                  | LHJMQ      | 69  | 46               | 58               | 104              | 130              | 20               | 14 | 30                   | 44                   | 33                   |                      |                      |
| 2003-2004  | Olympiques de Gatineau              | LHJMQ      | 51  | 25               | 73               | 98               | 41               | 15               | 11 | 16                   | 27                   | 0                    |                      |                      |
| 2004-2005  | Penguins de WBS                     | LAH        | 75  | 7                | 12               | 19               | 62               | 11               | 0  | 1                    | 1                    | 22                   |                      |                      |
| 2005-2006  | Penguins de Pittsburgh              | LNH        | 48  | 5                | 3                | 8                | 59               | -                | -  | -                    | -                    | -                    |                      |                      |
| 2005-2006  | Penguins de WBS                     | LAH        | 42  | 12               | 20               | 32               | 80               | 11               | 3  | 6                    | 9                    | 16                   |                      |                      |
| 2006-2007  | Penguins de WBS                     | LAH        | 5   | 4                | 0                | 4                | 2                | -                | -  | -                    | -                    | -                    |                      |                      |
| 2006-2007  | Penguins de Pittsburgh              | LNH        | 75  | 13               | 11               | 24               | 53               | 5                | 0  | 1                    | 1                    | 7                    |                      |                      |
| 2007-2008  | Penguins de Pittsburgh              | LNH        | 63  | 12               | 14               | 26               | 53               | 17               | 3  | 6                    | 9                    | 36                   |                      |                      |
| 2008-2009  | Penguins de Pittsburgh              | LNH        | 75  | 12               | 10               | 22               | 63               | 24               | 8  | 5                    | 13                   | 19                   |                      |                      |
| 2009-2010  | Penguins de Pittsburgh              | LNH        | 45  | 2                | 5                | 7                | 30               | 13               | 2  | 4                    | 6                    | 11                   |                      |                      |
| 2010-2011  | Penguins de Pittsburgh              | LNH        | 82  | 8                | 13               | 21               | 66               | 7                | 1  | 3                    | 4                    | 14                   |                      |                      |
| 2011-2012  | Flyers de Philadelphie              | LNH        | 81  | 19               | 15               | 34               | 59               | 11               | 4  | 2                    | 6                    | 10                   |                      |                      |
| 2012-2013  | Ilves Tampere                       | SM-liiga   | 12  | 3                | 3                | 6                | 34               | -                | -  | -                    | -                    | -                    |                      |                      |
| 2012-2013  | Flyers de Philadelphie              | LNH        | 35  | 5                | 5                | 10               | 23               | -                | -  | -                    | -                    | -                    |                      |                      |
| 2013-2014  | Flyers de Philadelphie              | LNH        | 11  | 1                | 1                | 2                | 2                | -                | -  | -                    | -                    | -                    |                      |                      |
| 2013-2014  | Avalanche du Colorado               | LNH        | 70  | 7                | 18               | 25               | 43               | 7                | 0  | 0                    | 0                    | 4                    |                      |                      |
| 2014-2015  | Avalanche du Colorado               | LNH        | 63  | 5                | 10               | 15               | 27               | -                | -  | -                    | -                    | -                    |                      |                      |
| 2014-2015  | Bruins de Boston                    | LNH        | 18  | 0                | 3                | 3                | 2                | -                | -  | -                    | -                    | -                    |                      |                      |
| 2015-2016  | Bruins de Boston                    | LNH        | 38  | 2                | 5                | 7                | 15               | -                | -  | -                    | -                    | -                    |                      |                      |
| 2015-2016  | Bruins de Providence                | LAH        | 26  | 10               | 11               | 21               | 14               | 3                | 0  | 1                    | 1                    | 2                    |                      |                      |
| 2016-2017  | Lokomotiv Iaroslavl                 | KHL        | 60  | 15               | 21               | 36               | 63               | 15               | 5  | 2                    | 7                    | 17                   |                      |                      |
| 2017-2018  | Lokomotiv Iaroslavl                 | KHL        | 43  | 8                | 11               | 19               | 65               | 9                | 0  | 1                    | 1                    | 12                   |                      |                      |
| 2018-2019  | Avangard Omsk                       | KHL        | 42  | 4                | 6                | 10               | 14               | 5                | 1  | 1                    | 2                    | 2                    |                      |                      |
| Totaux LNH | Totaux LNH                          | Totaux LNH | 704 | 91               | 113              | 204              | 495              | 84               | 18 | 21                   | 39                   | 101                  |                      |                      |

### Statistiques en équipe nationale
| Année | Compétition                 |   | PJ | B | A | Pts | Pun                      |  | Résultats |
| 2004  | Championnat du monde junior | 6 | 0  | 3 | 3 | 2   | Médaille d'argent, monde |  |           |

## Trophées et honneurs

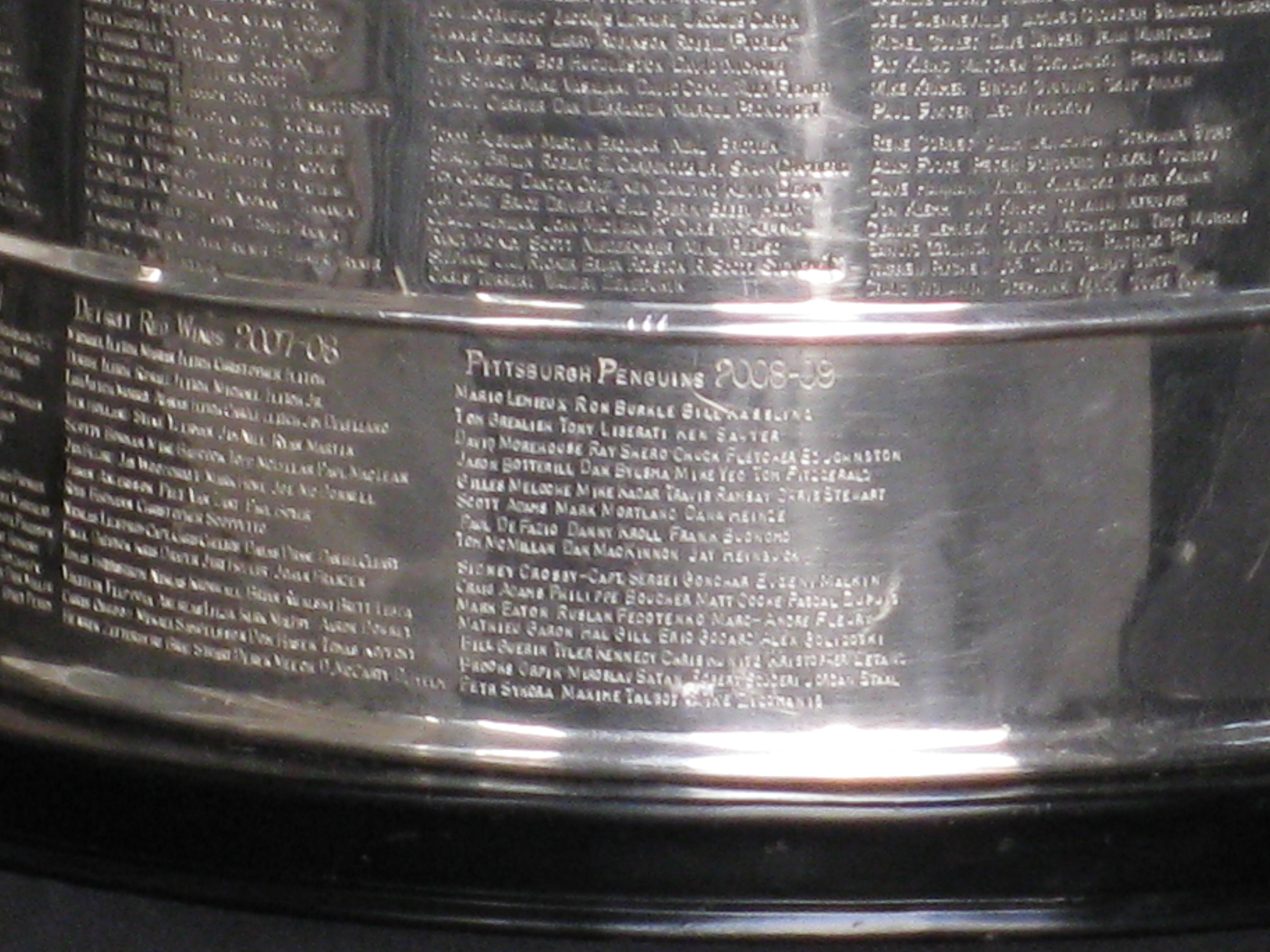
La coupe Stanley et l'effectif 2008-2009 des Penguins gravé.

Depuis le début de sa carrière de joueur, Talbot a reçu un certain nombre de trophées. De plus, à la suite de son passage en leur sein, les Gaulois du Collège Antoine-Girouard attribuent le trophée Maxime-Talbot pour le joueur de l'équipe avec la meilleure implication sociale.

### Trophées individuels et collectifs

#### Ligue de hockey junior majeur du Québec
- 2002-2003
  - Trophée Guy-Lafleur en tant que joueur le plus utile de son équipe lors séries éliminatoires.
  - Coupe du président pour l'équipe championne des séries de la LHJMQ.
- 2003-2004
  - Trophée Guy-Lafleur.
  - Trophée Jean-Rougeau pour l'équipe avec le plus de point en saison régulière.
  - Coupe du Président.

#### Ligue nationale de hockey
- 2002 — 234e choix de la huitième ronde du repêchage d'entrée par les Penguins de Pittsburgh.
- 2007-2008 — trophée Prince de Galles de l'équipe championne de la Association de l'Est lors des séries.
- 2008-2009 — trophée Prince de Galles et coupe Stanley.

## Famille
Il est en couple avec l'ancienne patineuse artistique professionnelle canadienne Cynthia Phaneuf.